# 江紹杰
江 紹杰（こう しょうけつ、1876年 – 没年不詳）は、中華民国の政治家・司法官。別号は漢珊。北京政府では安徽派に属し、南京国民政府（汪兆銘政権）華北政務委員会でも一時的に高官となった。王揖唐の側近の中でも趙之成と共に重鎮と目されると評価する文献もあるが、本文で後述するように、その評価には疑義がある。

## 事績

### 北京政府での活動
清朝の進士で、日本に留学して法政大学で政治科を履修したとされる。北京政府では1912年（民国元年）9月23日に司法部江蘇高等審判庁庁長兼呉県地方審判庁推事に任命された。翌1913年（民国2年）2月15日に両職を退き、同年12月15日に政治会議議員に選出されている。1914年（民国3年）5月7日、粛政庁粛政史に任命される。翌1915年（民国4年）1月27日に中大夫の位階を授与され、上大夫銜を加えられた。
1918年（民国7年）8月12日、安福国会で安徽省から参議院議員に選出された。王揖唐が安徽督弁兼省長となっていた時期の1925年（民国14年）3月7日、江紹杰は蕪湖道道尹に任命された。同年6月に王は安徽省各職を退任したが、江はしばらく事後処理のため安徽に残る。同年10月28日に安慶道道尹に移り、11月23日から12月1日まで省長護理となった。翌1926年（民国15年）2月までに安慶道道尹も退任している。

### 親日政権での活動
中華民国臨時政府において、1938年（民国27年）9月、行政改革により内政部が新設され王揖唐が同部総長になる。『最新支那要人伝』や『中華民国法政大学留学卒業生人名鑑 法政大学創立七十周年記念』、『民国職官年表』などによれば、この時、王の片腕と称された江紹杰が内政部秘書長に任命され、後に内政部次長に昇進したとされる。しかし実際には、中華民国臨時政府『政府公報』に江の人事情報は全く見当たらない。また、内政部で次長に就いた人物も見当たらず、公報上で確認できる内政部秘書長は呉甌（1939年8月9日就任）のみである。そのため、江が臨時政府において正式に任官していたかどうかすら不明である。
1940年（民国29年）3月30日、南京国民政府（汪兆銘政権）が成立し、臨時政府が華北政務委員会に改組される。内政部は内務総署に改組され、王揖唐は考試院長として南京に移る一方、華北政務委員会委員長の王克敏が内務総署督弁（督弁は臨時政府の部総長に相当）を兼任した。同年5月4日、江紹杰は内務総署署長代理（署長は臨時政府の部次長に相当）に任命されている。なお上述のとおり、臨時政府内政部次長の存在や江の任用が臨時政府『政府公報』上で確認できないため、華北政務委員会が成立した時点（3月30日以降）で初めて署長の職務に就いた可能性が高い。
『最新支那要人伝』によれば、江紹杰が署長として内務総署の実権を握って督弁の王克敏に抵抗し、国民政府中央に移った王揖唐の華北地盤を守り通したという。ただし、前述及び後述の人事動向や文史資料の記述からすると、王揖唐と江との間に、かような信頼関係が存在していたのかどうか判然としない。また江の抜擢自体についても、王揖唐と王克敏との間で調整があったのかすら不明となっている。
実のところ、王揖唐は江紹杰を意中の内務総署署長とみなしていなかった。1940年6月6日に王克敏が汪兆銘（汪精衛）らとの対立の末に委員長等を辞職し、王揖唐が後任になると、王揖唐は人事異動に着手する。同年8月31日、江は内務総署署長代理を辞職し、内務総署秘書長代理の呉甌が在職のまま署長代理を兼任した。王揖唐は江を政務委員会顧問に異動させている。
以後、江紹杰の動向は不詳となっている。